# Rue des cascades (album)
Pour l’article homonyme, voir Rue des Cascades.
Albums de Yann Tiersen
La Valse des monstres
(1995) Le Phare
(1998)
Rue des cascades est le deuxième album de Yann Tiersen, le disque est d'abord sorti en 1996 sur le label Sine Terra Firma puis a été réédité sur le label Ici d'ailleurs en 1998.

## Liste des titres
1. J'y suis jamais allé - 1:35
2. Rue des cascades - 4:02 (voix: Claire Pichet)
3. Pas si simple - 1:54
4. Comptine d'été n° 2 - 2:13
5. Comptine d'été n° 3 - 1:53
6. Déjà loin - 2:53
7. La Chambre - 1:48
8. Mouvement introductif - 2:22
9. La Muette - 3:35
10. Naomi - 4:06 (voix: Claire Pichet)
11. Soir de fête - 2:54
12. Le Vieux en veut encore - 1:44
13. Toujours là - 1:10
14. C'était ici - 1:38
15. Prière n° 2 - 1:27
16. Comptine d'été n° 1 - 2:17
17. La Fenêtre - 2:50
18. Prière n° 3 - 1:03
19. La Pièce vide - 1:42
20. La Vie quotidienne - 7:36

Paroles et musiques Yann Tiersen. Excepté les paroles de « Naomi », tirées du poème « Kaddish » d'Allen Ginsberg dans lequel ce dernier cite une lettre de sa mère Naomi Ginsberg.

## Musiciens
- Claire Pichet : voix sur « Rue des Cascades » et « Naomi »
- François-Xavier Schweyer : Violoncelle sur « C'Était Ici » et « La Fenêtre »
- Yann Tiersen : tous les autres instruments